# Mimosa pigra
Mimosa pigra, vulgarmente conhecida como a árvore gigante sensível (pigra = preguiçosa, lenta), é uma espécie de planta do gênero Mimosa, da família Fabaceae.
O gênero Mimosa (Mimosaceae) contém 400-450 espécies, a maioria das quais são nativas da América do Sul. M. pigra é um arbusto lenhoso nativo da América tropical, mas que agora se espalhou por todos os trópicos. Foi listada como uma das 100 piores espécies invasoras do mundo e forma matas densas, espinhosas e impenetráveis, principalmente em áreas úmidas.

## Taxonomia
A Mimosa pigra foi identificada pela primeira vez por Linnaeus, que também nomeou uma espécie separada de Mimosa asperata, com base em sua morfologia de folha diferente. Mimosa pigra foi descrita como portadora de um espinho ereto entre as pinas e Mimosa asperata como tendo espinhos em pares opostos entre as pinas. Pesquisas posteriores mostraram que ambas as formas foliares podem ocorrer na mesma planta e, consequentemente, ambas as espécies foram unidas sob o nome de Mimosa asperata asperata e, posteriormente, renomeadas como Mimosa pigra. O nome científico permanece Mimosa pigra. Na Austrália, o nome comum é mimosa ou planta sensível gigante (giant sensitive plant). Outros nomes comuns incluem planta tímida e mimosa preta.
São conhecidas as seguintes subspécies de Mimosa pigra L.:  
- Mimosa pigra L. var. pigra
- Mimosa pigra L. var. dehiscens

## Descrição

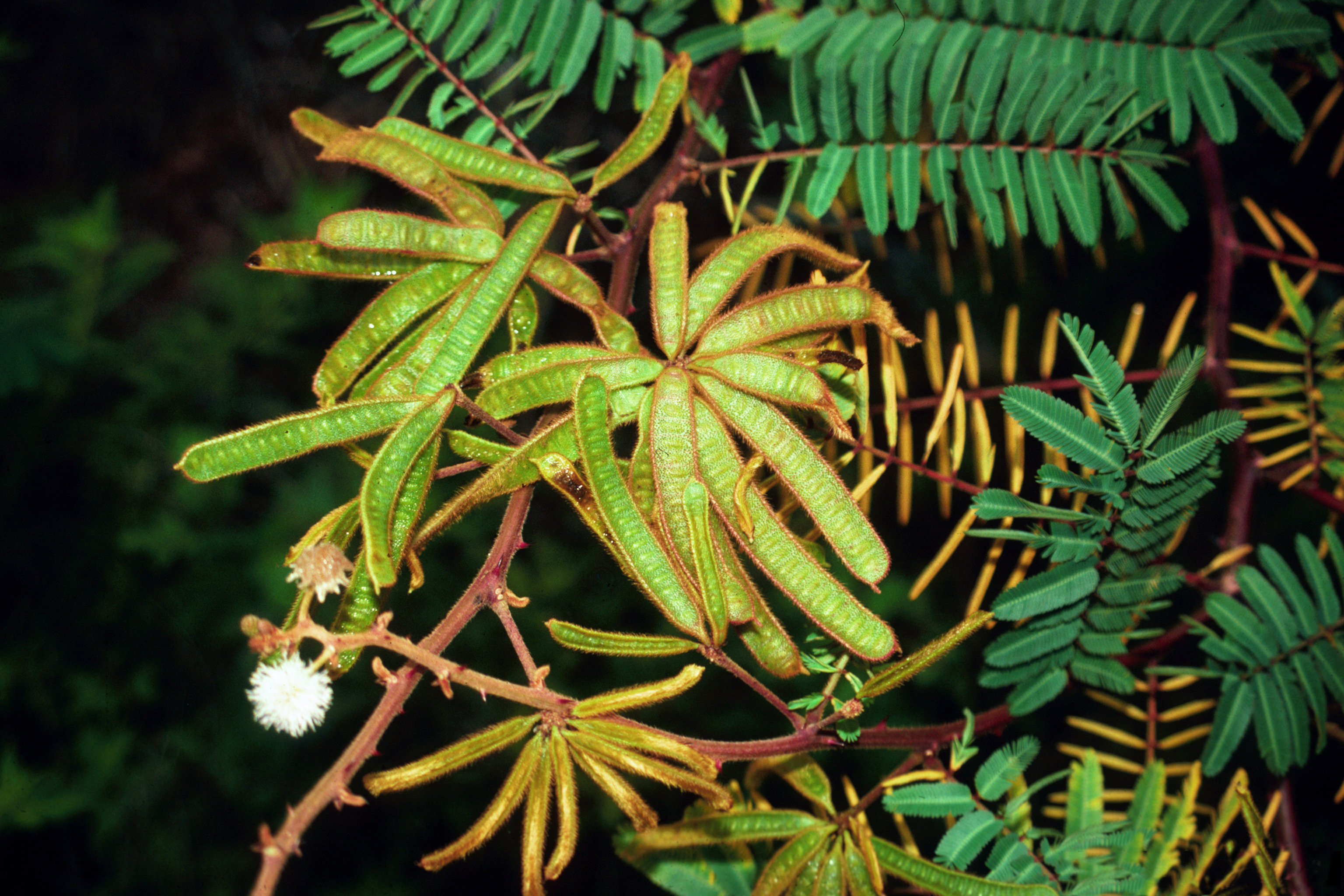
Mimosa pigra

Mimosa pigra é um arbusto leguminoso, que pode atingir até 6m de altura. O caule é esverdeado em plantas jovens, mas torna-se lenhoso à medida que a planta amadurece. Está armado com espinhos de base ampla de até 7 mm de comprimento. As folhas são verdes brilhantes e bipinadas, consistindo de uma raque espinhosa central de 20 a 25 cm de comprimento com até 16 pares de pinas vom 5 cm de comprimento, cada uma dividido em pares de folíolos de 3 a 8 mm de comprimento. As folhas são sensíveis e se dobram quando tocadas e ao anoitecer. As flores são rosadas, em cabeças pedunculadas subglobosas e apertadas 1 cm de diâmetro, cada uma contendo aproximadamente 100 flores. Cada cabeça de flor produz um aglomerado de 10 a 20 vagens, que então amadurecem e se quebram em segmentos, cada um contendo uma semente de forma oblonga. Os pelos nos segmentos permitem que eles flutuem na água e grudem no cabelo ou na roupa, auxiliando na dispersão. As sementes maduras são marrom-claras a marrom ou verde-oliva. Mimosa é semeada duramente. As sementes podem sobreviver pelo menos 23 anos em solos arenosos, mas a viabilidade das sementes diminui mais rapidamente em solos argilosos.
A Mimosa pigra pode germinar durante todo o ano se o solo estiver úmido, mas não inundado. No entanto, a maior parte da germinação ocorre no início e no final da estação chuvosa. O crescimento em uma muda é rápido e a floração ocorre entre 4 e 12 meses após a germinação. O processo de desenvolvimento do botão da flor até a semente madura leva cerca de cinco semanas.
A Mimosa pigra está intimamente relacionada com a Mimosa pudica (dormideira comum). Distingue-se da Mimosa pudica pelo seu grande tamanho, grandes vagens (6 a 8 cm de comprimento em oposição a 2,5 cm de comprimento) e folhas, que têm 6 a 16 pares de pinas em oposição a 1 a 2 pares nas folhas de Mimosa pudica.

## Distribuição e habitat
Mimosa pigra é nativa da América tropical, onde ocorre em um amplo cinturão que se estende desde o México, por toda a América Central até o norte da Argentina. Agora é difundido em todos os trópicos e é uma erva daninha séria na África, Índia, Sudeste Asiático, Austrália e algumas ilhas do Pacífico.
A Mimosa pigra favorece climas tropicais úmidos. Não parece crescer preferencialmente em nenhum tipo de solo, mas é mais comumente encontrada em situações úmidas, como planícies de inundação e margens de rios, em solos que incluem variações tanto de argilas pretas rachadas, passando por argilas arenosas até areia grossa siliciosa de rios.

## Espécie invasiva
Mimosa pigra está na lista das 100 piores espécies invasoras do mundo no Banco de Dados Global de Espécies Invasoras dos Grupos de Especialistas em Espécies Invasoras.
No Sri Lanka, foi vista pela primeira vez em 1996 ao longo de um trecho de 1 quilômetro das margens do rio Mahaweli, perto de Kandy, na Província Central. A partir daí, espalhou-se ainda mais ao longo das margens e planícies de inundação do rio Mahaweli e nas margens das barragens de Victoria e Randenigala. Suas sementes são espalhadas pelo fluxo do rio e pelo transporte de areia extraída do rio. Agora também é encontrado em arrozais abandonados, outras margens de rios e córregos e jardins em 4 distritos em 3 províncias.